# Latgerina orizabaensis
Latgerina orizabaensis är en insektsart som beskrevs av Remaudière, G. 1981. Latgerina orizabaensis ingår i släktet Latgerina och familjen långrörsbladlöss.

## Underarter
Arten delas in i följande underarter:
- L. o. orizabaensis
- L. o. mexicanus